# Wojciech Długozima
Wojciech Długozima, ps. „Bary” (ur. 25 maja 1974 w Piszu) – polski kapitan jachtowy, kapitan motorowodny, project leader, bosman.
Absolwent Akademii Wychowania Fizycznego w Gdańsku. Trener II klasy w żeglarstwie. Drużynowy Mistrz Świata (Admiral’s Cup) w Teamie USA w roku 1996. Mistrz Europy w klasie ILC 40 na jachcie "MK Cafe" wraz z załogą dowodzoną przez Karola Jabłońskiego w 1998 roku. Członek załogi katamaranu Warta-Polpharma dowodzonej przez Romana Paszke w wokółziemskich regatach The Race w 2000 roku. Od 1993 roku członek zespołu Stowarzyszenie Race 2000 zainicjowanego przez Romana Paszke. Wielokrotny Mistrz Polski oraz zdobywca Pucharu Polski w różnych klasach regatowych. W rejsach i wyścigach oceanicznych przebył ponad 150 000 mil morskich.
Od roku 1994 oprócz startów w regatach, bierze udział w budowaniu jachtów od podstaw. W 1996 roku jest częścią zespołu budującego jednostkę ILC-40 w Gdańskiej stoczni Gemini. W roku 1998-99 nadzorował przebudowę i przygotowanie do regat wokółziemskich jachtu Explorer (Warta-Polpharma) we francuskiej stoczni Port Louis, a w roku 2006 nadzorował budowę nowoczesnego katamaranu (Bioton) przystosowanego do samotnych rejsów wokół ziemskich, zbudowanego w szwedzkiej stoczni Marstrom Composite w Västervik. Matką chrzestną jachtu została małżonka prezydenta RP – Maria Kaczyńska.

## Życiorys
W 1982 roku zaczął uprawiać żeglarstwo w niewielkiej miejscowości na Mazurach (Pisz), gdzie swoją przygodę rozpoczął od najmniejszej łódki regatowej, optymist. Zdobywając i wygrywając wiele lokalnych regat o randze wojewódzkiej, zdobył II klasę sportową, która pozwoliła mu otrzymać promocję do szkoły sportowej w Mrągowie (Szkoła Mistrzostwa Sportowego w Żeglarstwie im. Mariusza Zaruskiego). W klasie 420 zdobył V miejsce na Mistrzostwach Europy w Niemczech. Wielokrotny mistrz Polski w klasach 420, 470.
W 1998 zajął 1. miejsce w Mistrzostwach Europy w klasie ILC 40 we Włoszech na jachcie MK CAFE. W tym samym roku i na tym samym jachcie, w załodze dowodzonej przez Karola Jabłońskiego zdobył 5. miejsce na Mistrzostwach Świata w Hiszpanii. W 2000 wziął udział w regatach dookoła świata The Race na jachcie typu maxi-katamaran Warta-Polpharma. W sezonach 2001-2002 prowadził programy szkoleniowe na Wyspach Kanaryjskich dla kadry zarządzającej. W 2004 uczestniczył w próbie bicia rekordu w żegludze okołoziemskiej na jachcie Bank BPH klasy VOR60. Wieloletni koordynator i szkoleniowiec programów żeglarskich począwszy od klas przygotowawczych, olimpijskich i profesjonalnych.

## Osiągnięcia żeglarskie
- 1989-1992: wielokrotny Mistrz Polski w klasach 420 i 470
- 1995: I miejsce – Mistrzostwa Polski Jachtów Kabinowych
- 1996: I miejsce – Mumm Cup (Kopenhaga) – MK Cafe
- 1996: V miejsce – Mistrzostwa Świata w klasie ILC 40 – Grecja
- 1996: III miejsce – Sardynia Cup – Porto Cervo
- 1996: IV miejsce – Copa del Rey – Hiszpania
- 1997: IV miejsce – Mistrzostwa IMS – Holandia
- 1997: III miejsce – Kieler Woche – Niemcy
- 1997: VI miejsce – Mistrzostwa Świata – Polska
- 1997: III miejsce – Round Island Race – Anglia
- 1997: I miejsce – Channel Race – Anglia
- 1997: II miejsce – Fastnet Race – Anglia
- 1997: I miejsce – Admiral's Cup – Anglia
- 1998: I miejsce – Mistrzostwa Niemiec ILC 40 – MK Cafe
- 1999: kwalifikacje do regat Race 2000, trasa Cadis (Spain) – San Salvador(Bahama)
- 1999: pobicie rekordu prędkości na dystansie 1 mili na katamaranie s/y Alka-Prim (40 feet)
- 1999: III miejsce – Mistrzostwa Polski Katamaranów (s/y Tornado)
- 2000: IV miejsce w regatach wokół ziemskich Race 2000
- 2002: III – miejsce Mistrzostwa Polski w klasie 730
- 2004-2006: I miejsce – Mistrzostwa Polski HVACR
- 2007: przepłynięcie trasy Nowy Jork- Falmouth (s/y Bioton)
- 2008: próba pobicia rekordu trasy wokółziemskiej na jachcie jednokabinowym (s/y Bank BPH)
- 2013: I miejsce – Puchar Polski w klasie Delphia 24 One Designe

## Życie prywatne
Obecnie mieszka w Warszawie. Żonaty, ojciec dwóch córek Nelly i Polly.